# Picón Bejes-Tresviso
Pour les articles homonymes, voir Picón (homonymie).
Le Picón Bejes-Tresviso est un fromage à pâte persillée produit en Cantabrie, dans le nord de l'Espagne. Il est protégé depuis 1994 par une appellation d'origine ; auparavant, il était connu sous le nom de Picón de Tresviso et Queso Picón de Bejes. Il ne peut être produit que dans la vallée de Liébana (communes de Potes, Pesaguero, Cabezón de Liébana, Camaleño, Cillorigo de Liébana, Peñarrubia, Tresviso et Vega de Liébana).

## Production
Il peut être produit à partir de lait de vache, de brebis et de chèvre. Le caillé est préparé à partir d'une quantité définie de présure, puis découpé en morceaux de la taille d'une noisette, qui sont ensuite mis à sécher. Les morceaux de caillé sont ensuite placés dans un moule, en laissant assez de place pour que l'air puisse circuler, et que le développement du penicillium puisse commencer. Le fromage est ensuite salé, puis séché pendant 12 à 18 jours, à une température de 15 à 18 °C. L'appellation d'origine protégée dont il bénéficie prévoit que la fin de la maturation doit se dérouler pendant au moins deux mois dans une grotte naturelle, en altitude. Il est lavé toutes les deux semaines. Dans cet environnement, il prend un goût spécifique, dû notamment aux bactéries du genre brevibacterium qui se développent sur sa croûte.  

## Caractéristiques
De forme cylindrique, il peut être haut de 7 à 15 cm, pour un diamètre de 15 à 20 cm, et peser de 700 g à 2,8 kg. Sa pâte est blanche tirant sur le jaune, parsemée de trous et de veines bleu-vert. Avant l'appellation d'origine protégée, il était généralement vendu enveloppé dans des feuilles d'érable sycomore, maintenant, on le trouve généralement dans une feuille d'aluminium dorée.